# August Silberstein
Pour les articles homonymes, voir Silberstein.
August Karl Silberstein (né le 1er juillet 1827 à Budapest et mort le 7 mars 1900 à Vienne), était un poète, romancier et journaliste autrichien.

## Biographie
Commençant très jeune comme journaliste, il soutint les révoltes de 1848 en Autriche-Hongrie dans ses articles, et dut quitter le pays pour cette raison. Il fut condamné à cinq années de prison à son retour en 1854, mais fut gracié après une année. Passionné par la vie paysanne, il écrivit des histoires de vie de villages idéalisant la campagne et publia des recueils de contes populaires. Il fut ainsi surnommé l'"Auerbach autrichien". Ses poèmes eurent de l'influence sur son temps, et notamment sur Peter Rosegger dont il était en quelque sorte le mentor. Ils ont été parfois mis en musique, par des compositeurs comme Johann Strauss fils (Wen du ein herzig Liebchen hast, lied de 1879) ou Anton Bruckner (les chœurs Germanenzug de 1864 et Helgoland de 1893).

## Œuvres
- Dorfschschwalben aus Österreich (1862-1863)
- Hercules Schwach (1864)
- Die Alpenrose von Ischl (1875)
- Land u. Leute im Nasswald (1868)
- Glänzende Bahnen (1874)
- Deutsche Hochlandsgeschichten (1877)
- Die Rosenzauberin (1884)
- Frau Sorge (1886)
- Landläufige Geschichten (1886)
- Dorfmusik (1892)
- Denksäulen im Gebiet der Kultur und Litteratur (1878)
- Büchlein Klinginsland (1878)
- Hauschronik im Blumen— u. Dichter-Schmuck (1884)